# クスコ
クスコ（CuscoまたはCuzco ([ˈkusko]; ケチュア語: Qusqu ([ˈqɔsqɔ])）は、ペルー南東にあるクスコ県の県都。アンデス山脈中の標高3,400mにある。人口は47万9808人（2021年）。
クスコとは、ケチュア語で「へそ」という意味であり、インカ帝国（正式名称はタワンティン・スウユ、Tawantinsuyu）の首都で、文化の中心だった。現在もペルーで有数の都市の1つである。

## 歴史

### キルケ文化

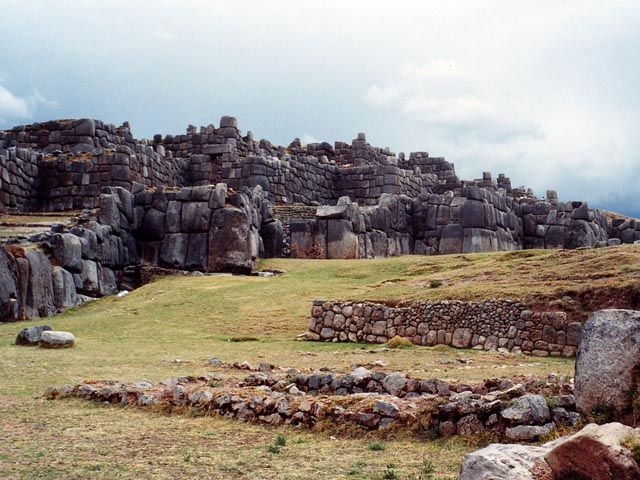
サクサイワマン遺跡（1989年10月撮影）

1200年代にインカ人が移住して来る前、900年から1200年にかけてキルケ人がこの地域を支配していた。クスコ郊外のサクサイワマン要塞の遺跡を炭素14法（放射性炭素年代測定）で分析したところ、1100年頃のキルケ文化による要塞であることが判明した。その後、1200年代以降にインカ人勢力がここを占拠した。2008年3月13日、考古学者により古代の寺院、道路、導水設備の遺跡がサクサイウアマンで発見された。2007年の発掘調査の結果、寺院が要塞の脇で発見され、要塞には軍事的な機能だけでなく、宗教的な機能があったことが示された。

### インカ時代
1200年代から1532年までの間、クスコはインカ帝国の首都であった。クスコの町並みは、聖なる動物であるピューマをかたどったものとの説があるが、証明はされていない。インカ人の統治下で、町はUrinとHananの2街区に分かれ、それぞれが更に2つに分けられていた。4つの街区は、北西のChinchasuyu、北東のAntisuyu、南西のQontisuyu、南東のCollasuyuであった。道路はそれぞれの街区から、対応する帝国の州邦（suyu、スウユ）に伸びていた。それぞれの州邦の指導者は対応する街区に家を建て、毎年、一定期間クスコに住まなければならなかった。
パチャクテクの治世以降、皇帝が亡くなると、帝位は息子のひとりが引き継ぐ一方で、その財産は残る一族の者に分け与えられた（分割相続）。したがって帝位継承者は自ら一家を興し、自分が死んだ後の子孫を扶養するために、新しい領地を帝国に加える必要があった。 
インカの伝説によると、クスコはサパ・インカのパチャクテクによって建設された。彼はクスコ王国を、活気のない町から巨大なタワンティン・スウユ帝国へと変えた。しかし、考古学的な証拠によると、パチャクテクの統治以前から町は徐々に有機的に発展していた。町は決められた計画によって建設され、2つの川は町を取り囲むように注ぎ変えられた。クスコの都市計画は、帝国の他の町に模倣された。
1527年のワイナ・カパックの死後、クスコはアタワルパの支配領域となった。1532年4月、町はアタワルパ軍に占領された (w:Battle of Quipaipan）。その19ヵ月後、町はスペイン人征服者に侵略された（クスコの戦い (w:Battle of Cuzco)）。

### スペイン人による征服
1533年11月15日、最初のスペイン人がクスコに到着した。征服者のフランシスコ・ピサロが公式に到着したのは、1534年3月23日であった。
植民地化の結果は都市の建築を通してみえる。侵略の後、スペイン人植民者は数多くのインカ帝国の建造物、寺院、宮殿を破壊した。彼らは破壊で残った壁を、新都市建設の土台として使用した。そして数多くの教会、女子修道院、大聖堂、大学、司教区を建設した。インカ帝国古来の建築方法に、スペインの影響が融合した建造物であった。スペイン人は土着の寺院をカトリック教会に、宮殿を彼ら侵略者の住居に変え、キルケ構造のターワンティンスーユ (w:Tawantinsuyu) を伴うなど、クスコの建造物は重厚な文化が融合していた。インカ人がキルケ構造の上に建造物を建てたように、スペイン人はインカ人によって建てられた巨大な石の上に建造物を建てた。スペインの建物は、インカによって建設された巨大な石の壁の上に作られている。これらインカ時代の石積みは、石と石の間に「カミソリの刃一枚通さない」と言われる巧緻さである。また、周囲にはサクサイワマン遺跡やケンコー遺跡など、数多くの遺跡が点在する。
クスコはアンデス地域において、スペイン植民地とキリスト教布教の中心であった。農業、牧畜、鉱山やスペインとの貿易のおかげで、クスコはおおいに繁栄した。

## 気候
| クスコの気候 | クスコの気候  | クスコの気候  | クスコの気候  | クスコの気候 | クスコの気候 | クスコの気候 | クスコの気候 | クスコの気候 | クスコの気候 | クスコの気候 | クスコの気候 | クスコの気候  | クスコの気候 |
| 月 | 1月           | 2月           | 3月           | 4月          | 5月          | 6月          | 7月          | 8月          | 9月          | 10月         | 11月         | 12月          | 年           |
| --- | ------------- | ------------- | ------------- | ------------ | ------------ | ------------ | ------------ | ------------ | ------------ | ------------ | ------------ | ------------- | ------------ |
| 最高気温記録 °C （°F） | 27.8 (82)     | 26.7 (80.1)   | 25.3 (77.5)   | 26.9 (80.4)  | 27.0 (80.6)  | 24.2 (75.6)  | 24.2 (75.6)  | 25.8 (78.4)  | 25.9 (78.6)  | 27.2 (81)    | 26.6 (79.9)  | 29.9 (85.8)   | 29.9 (85.8)  |
| 平均最高気温 °C （°F） | 18.8 (65.8)   | 18.8 (65.8)   | 19.1 (66.4)   | 19.7 (67.5)  | 19.7 (67.5)  | 19.4 (66.9)  | 19.2 (66.6)  | 19.9 (67.8)  | 20.1 (68.2)  | 20.9 (69.6)  | 20.6 (69.1)  | 20.8 (69.4)   | 19.8 (67.6)  |
| 日平均気温 °C （°F） | 12.9 (55.2)   | 12.7 (54.9)   | 12.8 (55)     | 12.7 (54.9)  | 12.0 (53.6)  | 11.4 (52.5)  | 10.8 (51.4)  | 11.5 (52.7)  | 12.7 (54.9)  | 13.6 (56.5)  | 13.6 (56.5)  | 13.2 (55.8)   | 12.5 (54.5)  |
| 平均最低気温 °C （°F） | 6.6 (43.9)    | 6.6 (43.9)    | 6.3 (43.3)    | 5.1 (41.2)   | 2.7 (36.9)   | 0.5 (32.9)   | 0.2 (32.4)   | 1.7 (35.1)   | 4.0 (39.2)   | 5.5 (41.9)   | 6.0 (42.8)   | 6.5 (43.7)    | 4.3 (39.7)   |
| 最低気温記録 °C （°F） | 0.0 (32)      | 0.0 (32)      | 0.0 (32)      | −2.0 (28.4)  | −7.0 (19.4)  | −4.5 (23.9)  | −7.0 (19.4)  | −6.0 (21.2)  | −6.0 (21.2)  | 0.0 (32)     | 0.0 (32)     | 0.5 (32.9)    | −7.0 (19.4)  |
| 雨量 mm （inch） | 160.0 (6.299) | 132.9 (5.232) | 108.4 (4.268) | 44.4 (1.748) | 8.6 (0.339)  | 2.4 (0.094)  | 3.9 (0.154)  | 8.0 (0.315)  | 22.4 (0.882) | 47.3 (1.862) | 78.6 (3.094) | 120.1 (4.728) | 737 (29.015) |
| 平均降雨日数 （≥1.0 mm） | 19            | 15            | 13            | 9            | 2            | 1            | 1            | 2            | 5            | 9            | 13           | 16            | 105          |
| % 湿度 | 66            | 67            | 66            | 63           | 59           | 55           | 54           | 54           | 56           | 56           | 58           | 62            | 60           |
| 平均月間日照時間 | 143           | 121           | 170           | 210          | 239          | 228          | 257          | 236          | 195          | 198          | 195          | 158           | 2,350        |
| 出典1：NOAA, Meteo Climat (record highs and lows) |               |               |               |              |              |              |              |              |              |              |              |               |              |
| 出典2：Deutscher Wetterdienst (mean temperatures 1961–1990, precipitation days 1970–1990 and humidity 1954–1993) Danish Meteorological Institute (sun 1931–1960) |               |               |               |              |              |              |              |              |              |              |              |               |              |

## 世界遺産
クスコの市街は、1983年、世界遺産（文化遺産）に登録された。

### 登録基準
この世界遺産は世界遺産登録基準のうち、以下の条件を満たし、登録された（以下の基準は世界遺産センター公表の登録基準からの翻訳、引用である）。
- (3) 現存するまたは消滅した文化的伝統または文明の、唯一のまたは少なくとも稀な証拠。
- (4) 人類の歴史上重要な時代を例証する建築様式、建築物群、技術の集積または景観の優れた例。

## 観光

### アルマス広場
インカ時代「戦士の広場」として知られたアルマス広場は、フランシスコ・ピサロによるクスコ征圧宣言など、たびたびクスコの歴史における重要な事件の舞台となってきた。また、植民地時代ペルーで起きた反乱の指導者とされるホセ・ガブリエル・コンドルカンキの処刑もここで行われた。
スペイン人は、広場の周囲に今日まで残るアーケードを建設した。大聖堂とラ・コンパニーア・デ・ヘスス教会はどちらも広場に面している。

### ラ・コンパニーア・デ・ヘスス教会

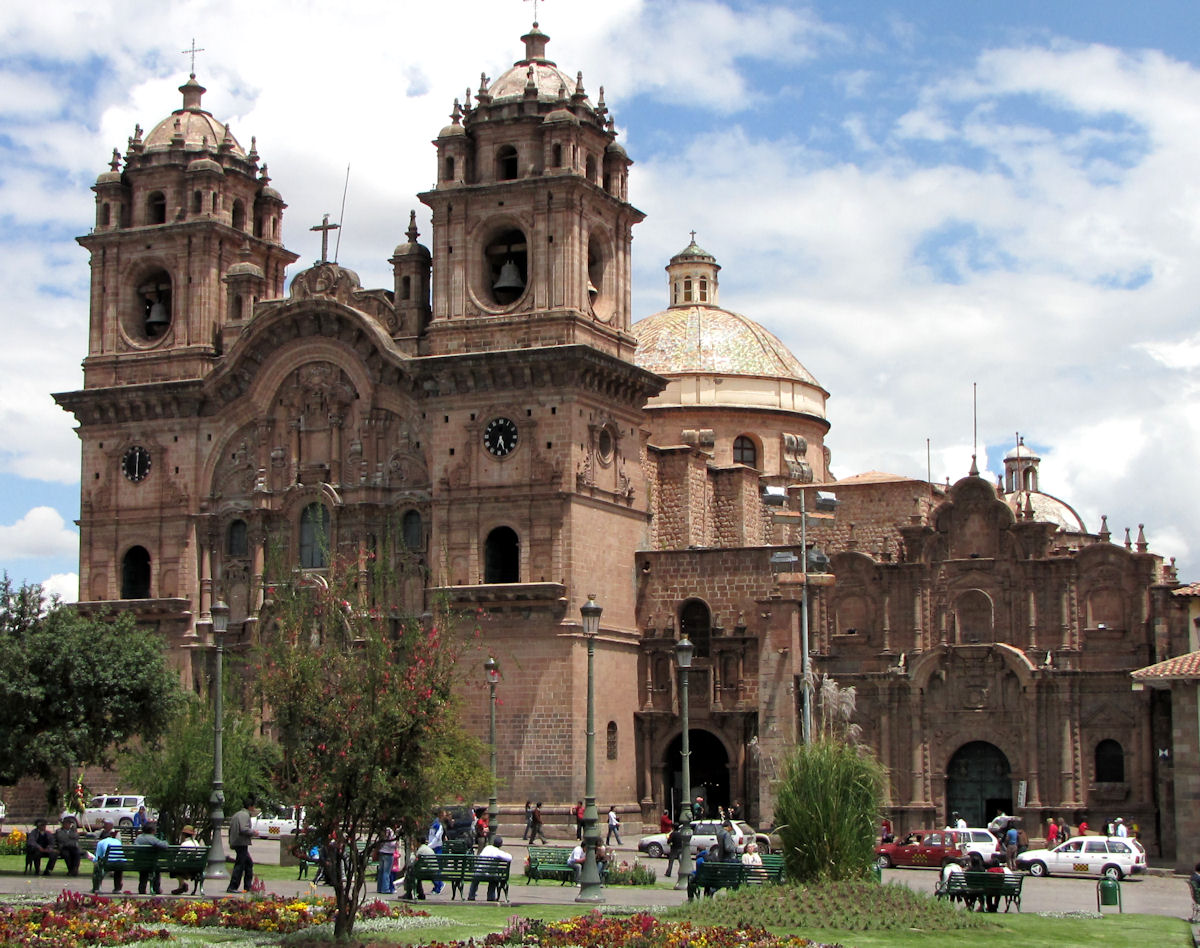
ラ・コンパニーア・デ・ヘスス教会

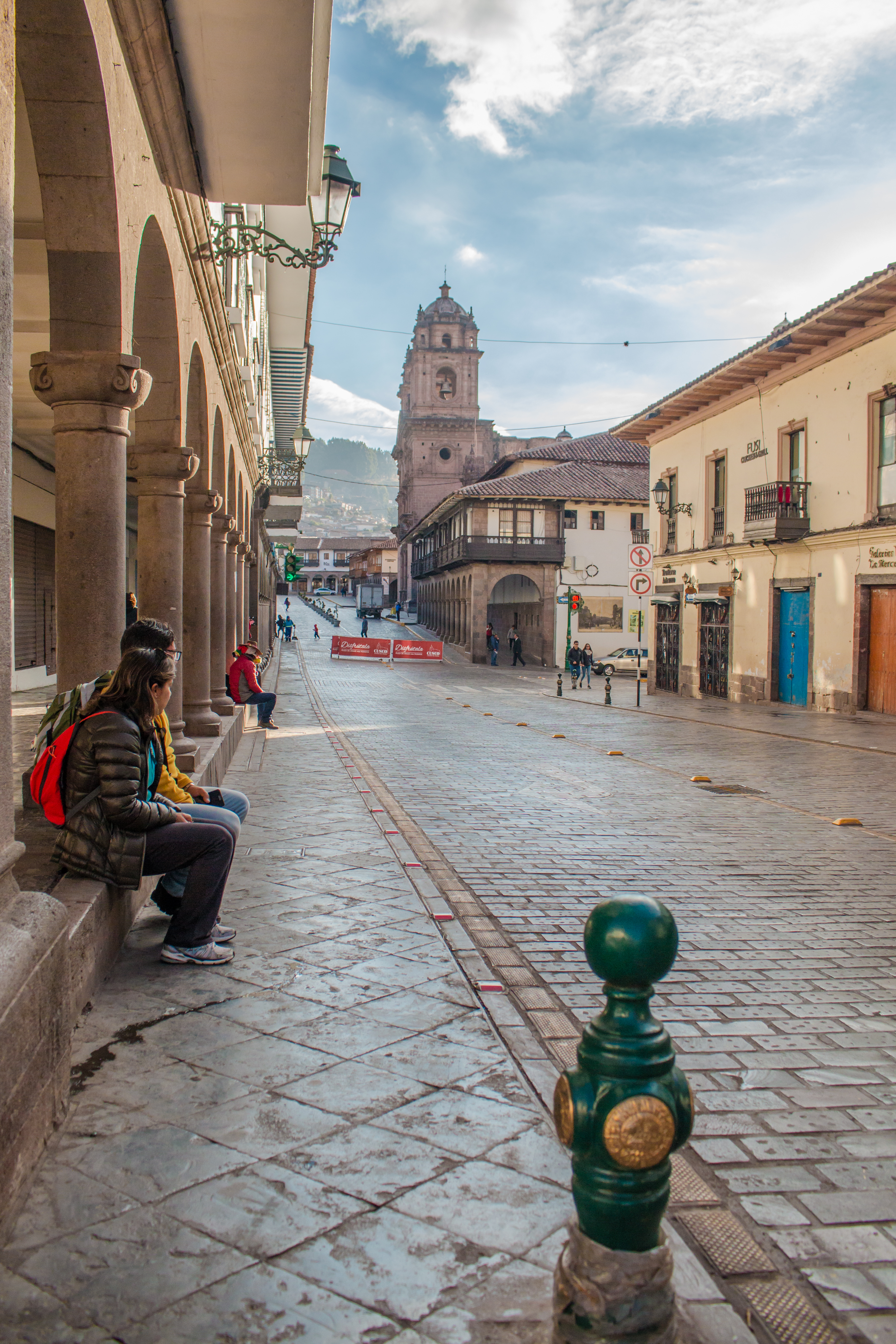
鐘楼のある通り

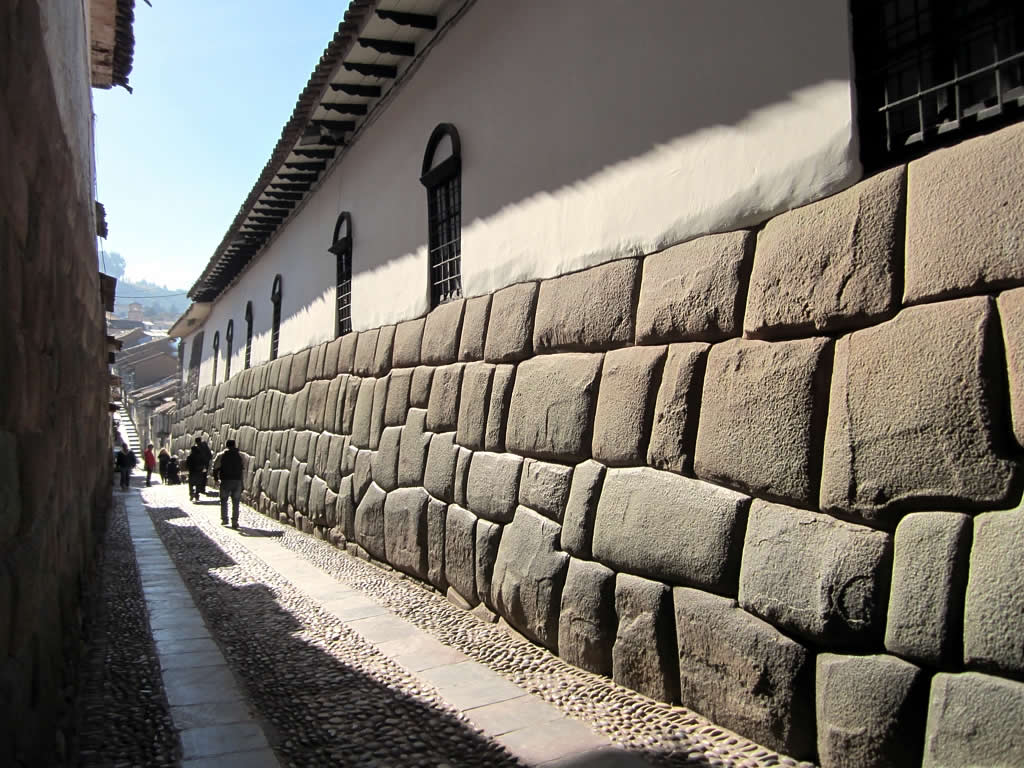
石壁のある通り

ラ・コンパニーア・デ・ヘスス教会（「イエズス会の教会」の意）は、インカの皇帝、ワイナ・カパックのアマルカンチャ宮殿のあった場所に、1576年にイエズス会によって着工され、アメリカ大陸におけるコロニアル・バロック建築の代表例とされる。ファサードは石の彫刻、祭壇は金箔で覆われた木の彫刻でできている。教会は、植民地時代のクスコ学校の貴重な絵画が残る地下礼拝堂の上に建つ。

### 博物館
- 旧コロンビア美術館（英語版）
- マチュピチュ博物館
- インカ博物館
- クスコ歴史地区博物館
- クスコ伝統織物センター
- カカオ・チョコレート博物館

## 人口
18世紀後半まで、クスコは南米大陸最多の人口を抱え、リマよりも多かった。INEIによれば、2015年現在の人口は、434,654人である。
| 地区               | 面積 (km2) | 人口 (2007年) | 世帯数 (2007年) | 人口密度 (hab/km2) | 標高 (海抜) |
| ------------------ | ---------- | ------------- | --------------- | ------------------ | ----------- |
| クスコ             | 116.22 km2 | 108,798*      | 28,476          | 936.1              | 3,399 m     |
| サン・ヘロニモ     | 103.34 km2 | 28,856*       | 8,942           | 279.2              | 3,244 m     |
| サン・セバスチャン | 89.44 km2  | 85,472*       | 18,109          | 955.6              | 3,244 m     |
| サンチアゴ         | 69.72 km2  | 66,277*       | 21,168          | 950.6              | 3,400 m     |
| ワンチャク         | 6.38 km2   | 54,524*       | 14,690          | 8,546.1            | 3,366 m     |
| 総計               | 385.1 km2  | 358,052*      | 91,385          | 929.76             | —           |
| *国勢調査 (INEI)   |            |               |                 |                    |             |

## 交通
- アレハンドロ・ベラスコ・アステテ国際空港 - 市街地東部に立地している。LATAM ペルーなどが就航している。
- サン・ペドロ駅 - マチュ・ピチュ遺跡との間、およびチチカカ湖のほとりのプーノとの間にペルー南部鉄道が走っている。
- バスも各地との間に運行されているが、高い標高のせいもあって道路状態が悪く、特に雨期は空路・鉄道と比べて確実ではない。

## スポーツ

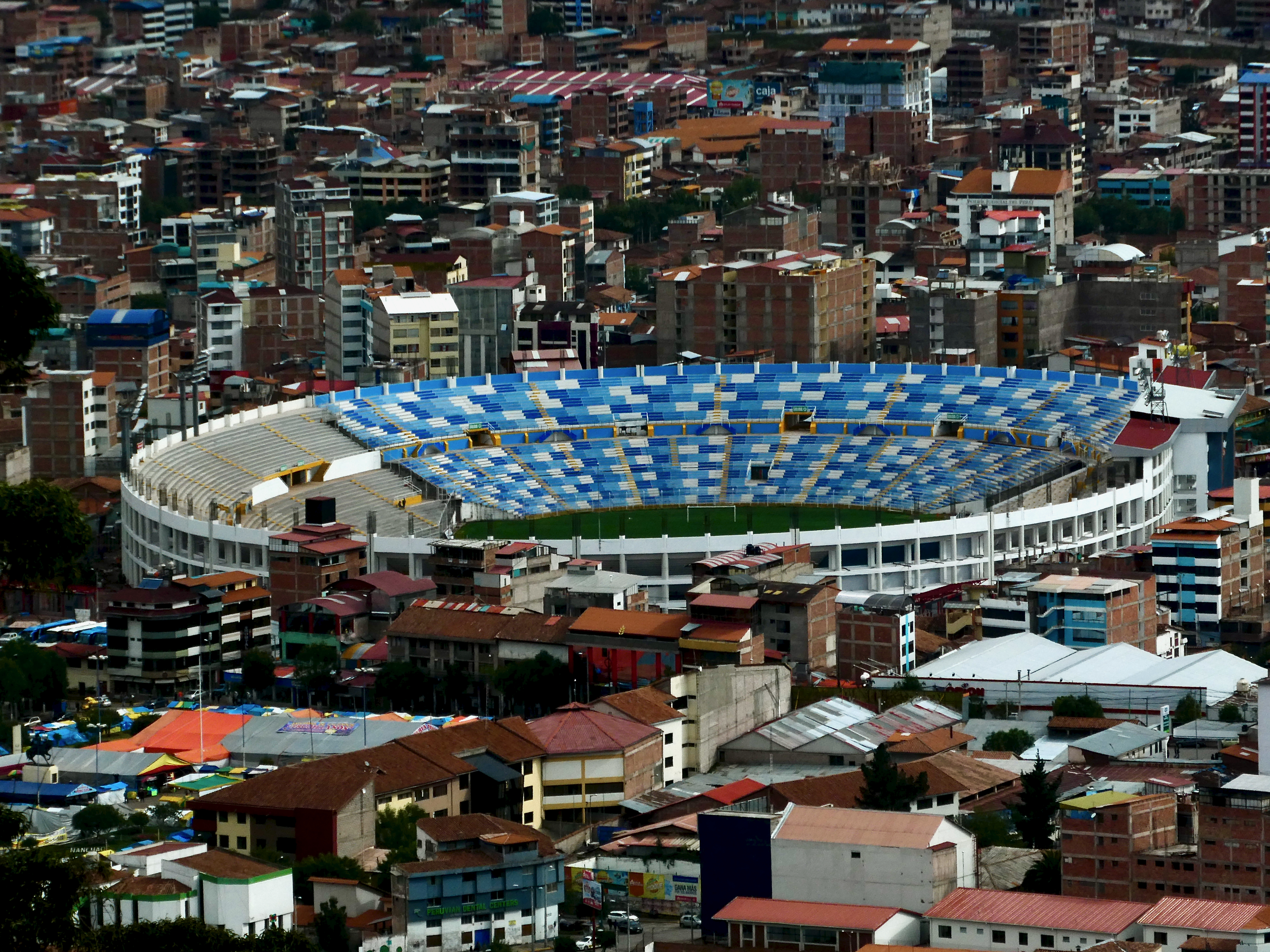
インカ・ガルシラソ・デ・ラ・ベガ・スタジアム

コパ・アメリカ2004の会場の一つとして、コロンビアとウルグアイによる3位決定戦が行われた。

## 姉妹都市
| 都市               | 国             | 姉妹都市になった年 |
| ------------------ | -------------- | ------------------ |
| ラパス             | ボリビア       | 1984年1月3日       |
| バギオ             | フィリピン     | 1984年8月23日      |
| サマルカンド       | ウズベキスタン | 1986年8月4日       |
| メキシコシティ     | メキシコ       | 1987年6月17日      |
| 京都市             | 日本           | 1987年9月19日      |
| クラクフ           | ポーランド     | 1988年11月8日      |
| ニュージャージー州 | アメリカ合衆国 | 1988年11月8日      |
| シャルトル         | フランス       | 1989年10月21日     |
| 開城市             | 北朝鮮         | 1990年10月22日     |
| アテネ             | ギリシャ       | 1991年9月18日      |
| モスクワ           | ロシア         | 1993年6月23日      |
| サンタバーバラ     | アメリカ合衆国 | 1992年8月29日      |
| ハバナ             | キューバ       | 1993年11月22日     |
| ベツレヘム         | パレスチナ     | 1993年10月22日     |
| エルサレム         | イスラエル     | 1996年3月23日      |
| コパン             | ホンジュラス   | 1996年4月11日      |
| 西安               | 中国           | 1998年6月21日      |
| ポトシ             | ボリビア       | 1998年6月22日      |
| クエンカ           | エクアドル     | 2000年3月14日      |
| リオデジャネイロ   | ブラジル       | 2003年10月10日     |